# Hidden Files
Albums de Havoc
The Kush
(2007) 13
(2013)
Singles
1. Watch Me
Sortie : 26 janvier 2009
2. Heart of the Grind
Sortie : 11 février 2009

Hidden Files est le deuxième album studio d'Havoc, sorti le 24 février 2009. 
La « moitié » de Mobb Deep propose ici 14 morceaux et collabore ici avec des artistes tels que Cassidy, Rell, Styles P. et même son compère Prodigy.

## Liste des titres
| No  | Titre                                      | Contient un (des) sample(s) de                   | Durée |
| --- | ------------------------------------------ | ------------------------------------------------ | ----- |
| 1.  | Can't Get Touched                          | The Chase de Dominic Frontiere                   | 2:36  |
| 2.  | I Clap 'Em Up                              |                                                  | 3:42  |
| 3.  | Watch Me (featuring Ricky Blaze)           |                                                  | 3:15  |
| 4.  | Heart of the Grind                         |                                                  | 2:57  |
| 5.  | You Treated Me (featuring Cassidy)         |                                                  | 2:58  |
| 6.  | My Life                                    |                                                  | 3:15  |
| 7.  | That's My Word                             |                                                  | 3:42  |
| 8.  | The Hustler                                |                                                  | 3:18  |
| 9.  | The Millennium                             | Love Gonna Pack Up (And Walk Out) des Persuaders | 3:12  |
| 10. | Walk Wit Me                                |                                                  | 3:08  |
| 11. | On a Mission (featuring Prodigy)           |                                                  | 3:37  |
| 12. | This Is Where It's At (featuring Big Noyd) |                                                  | 2:54  |
| 13. | Don't Knock It 'Til You Try It             |                                                  | 3:11  |
| 14. | Tell Me More (featuring Sonyae Elise)      |                                                  | 2:51  |